# Щербашенцы
Щерба́шенцы (укр. Щербашенці) — село в Медвинской сельской общине Белоцерковского района Киевской области Украины.
Население по переписи 2001 года составляло 607 человек. В 2023 году в селе зарегистрировано 400 человек. Почтовый индекс — 09753. Телефонный код — 4561. Занимает площадь 3,8 км². Код КОАТУУ — 3220688401.
Прежнее название — Щербачинцы, позже — Щербашинцы. Переименован ориентировочно в начале 1990-х гг.